# Psychonotis brownii
Psychonotis brownii är en fjärilsart som beskrevs av Druce och Baker 1893. Psychonotis brownii ingår i släktet Psychonotis och familjen juvelvingar. Inga underarter finns listade.